# Curling nos Jogos Olímpicos de Inverno da Juventude de 2016
As competições de curling nos Jogos Olímpicos de Inverno da Juventude de 2016 foram disputadas no Curling Hall em Lillehammer, na Noruega, entre os dias 12 e 21 de fevereiro. Dois eventos mistos foram realizados: um por equipes e outro em duplas.

## Calendário
| Fevereiro | 12 | 13 | 14 | 15 | 16 | 17 | 18 | 19 | 20 | 21 |
| --------- | -- | -- | -- | -- | -- | -- | -- | -- | -- | -- |
| Curling   |    |    |    |    |    | 1  |    |    |    | 1  |

|  | Dia de competição |  | Dia de final |

## Medalhistas
Misto
| Evento           | Ouro                                                                | Prata                                                                     | Bronze                                                                |
| ---------------- | ------------------------------------------------------------------- | ------------------------------------------------------------------------- | --------------------------------------------------------------------- |
| Equipes detalhes | Mary Fay Tyler Tardi Karlee Burgess Sterling Middleton CAN Canadá   | Luc Violette Cora Farrell Ben Richardson Cait Flannery USA Estados Unidos | Selina Witschonke Henwy Lochmann Laura Engler Philipp Hösli SUI Suíça |
| Duplas detalhes  | Yako Matsuzawa (JPN) Philipp Hösli (SUI) MIX Equipes de CONs mistos | Han Yu (CHN) Ross Whyte (GBR) MIX Equipes de CONs mistos                  | Zhao Ruiyi (CHN) Andreas Hårstad (NOR) MIX Equipes de CONs mistos     |

## Quadro de medalhas
| Ordem | País                       | Medalha de ouro | Medalha de prata | Medalha de bronze |   |
| ----- | -------------------------- | --------------- | ---------------- | ----------------- | - |
| –     | MIX Equipes de CONs mistos | 1               | 1                | 1                 | 3 |
| 1     | CAN Canadá                 | 1               |                  |                   | 1 |
| 2     | USA Estados Unidos         |                 | 1                |                   | 1 |
| 3     | SUI Suíça                  |                 |                  | 1                 | 1 |
| TOTAL | TOTAL                      | 2               | 2                | 2                 | 6 |